# Rodoljub Marjanović
Rodoljub Marjanović (Sârbă chirilică: Родољуб Марјановић; n. 27 ianuarie 1988, Osijek) este un fotbalist sârb, care evoluează pe postul de atacant la clubul din Serbia, Radnički Sombor.
Este cunoscut la nivel mondial făcând parte din Cartea Neagră a Europei de Est (FIFPro) pretinzând că ar fi fost amenințat cu moartea după ce ar fi cerut Asociației de Fotbal a Serbiei să ia măsuri în cazul unor salarii neplătite în cadrul unui împrumut la Hajduk Kula.